# Friedrich Koch
Karl Friedrich Koch, född den 15 november 1813, död den 5 september 1872, var en tysk språkforskare.
Koch, som var professor vid realgymnasiet i Eisenach, gjorde Jacob Grimms historiska språkundersökningar fruktbärande för skolundervisningen genom Deutsche Grammatik nebst Tropen und Figuren (1848; 6:e upplagan 1875) med flera, och lämnade i Historische Grammatik der englischen Sprache (1863–1869; 2:a upplagan utgiven av Zupitza och Wülker 1878–1891) sitt huvudverk.